# Менделєєвський район
Менделє́євський райóн (рос. Менделеевский район, тат. Менделеевск районы) — муніципальний район у складі Республіки Татарстан Російської Федерації.
Адміністративний центр — місто Менделєєвськ.

## Адміністративний устрій
До складу району входять одне міське та 14 сільських поселень:
1. Міське поселення Менделєєвськ
2. Абалачевське сільське поселення
3. Бізякинське сільське поселення
4. Брюшлінське сільське поселення
5. Єнабердинське сільське поселення
6. Іжевське сільське поселення
7. Камаєвське сільське поселення
8. Монашевське сільське поселення
9. Мунайкинське сільське поселення
10. Псеєвське сільське поселення
11. Старогришкінське сільське поселення
12. Татарсько-Челнінське сільське поселення
13. Тихоновське сільське поселення
14. Тойгузинське сільське поселення
15. Тураєвське сільське поселення